# کوه‌های بیرانگا
کوه‌های بیرانگا (روسی: го́ры Бырра́нга) یک رشته‌کوه در سرزمین کراسنویارسک کشور روسیه است.